# Titularbistum Peltae
Peltae (ital.: Pelte) ist ein Titularbistum der römisch-katholischen Kirche.
Es geht zurück auf ein früheres Bistum der antiken Stadt Peltai in der kleinasiatischen Landschaft Phrygien (spätantike römische Provinz Phrygia Pacatiana) in der heutigen westlichen Türkei. Das Bistum gehörte der Kirchenprovinz Laodikeia am Lykos an.
| Titularbischöfe von Peltae |                             |                              |                   |               |
| Nr.                        | Name                        | Amt                          | von               | bis           |
| 1                          | Stephen Stanislaus Woznicki | Weihbischof in Detroit (USA) | 13. Dezember 1937 | 28. März 1950 |